# Setantops elongatus
Setantops elongatus är en stekelart som först beskrevs av Gyöö Viktor Szépligeti 1908.  Setantops elongatus ingår i släktet Setantops och familjen brokparasitsteklar. Inga underarter finns listade i Catalogue of Life.